# Либідь-М
Либідь-М — український супутник зв'язку, перебуває в розробці.

## Призначення
Супутник зв'язку призначений для:
- надання послуг розподільних мереж регіонального і закордонного телебачення і радіомовлення;
- збору новин;
- безпосереднього телемовлення;
- надання послуг мультимедіа й Інтернет;
- забезпечення передачі даних, телефонії, відеоконференцзв'язку і Інтранет на основі VSAT.

## Характеристики
- Супутник масою 2600 кг виводиться на опорну орбіту (Ракета-носій «Дніпро») (Нкр=500 км) і потім здійснює переліт на геостаціонарну орбіту шляхом роботи ЕРДУ.
- Вага супутника зв'язку на опорній орбіті Нкр=500 км, i=51°, кгс 2800…2600
- Вага ретранслятора з АФУ, кгс 150…500
- Потужність, що виділяється на корисне навантаження, Ут до 7000
- Тривалість перельоту з опорної орбіти на ГСО, діб 200…300
- Термін активного існування, років 15
- Розробник — КБ "Південне"
- Виробник — Державне підприємство "Виробниче об'єднання «Південний машинобудівний завод ім. О. М. Макарова»